# Savanne Sports Club
Pour l’article ayant un titre homophone, voir Savane (homonymie).
Le Savanne Sports Club est un club de football mauricien basé à Souillac, Savanne. Il évolue au sein de la première division du championnat mauricien.
Le club remporte la Coupe de Maurice à deux reprises, en 2003 et en 2004. Le club gagne également la Coupe de la République en 2009 et 2012.

## Palmarès
- Coupe de Maurice (2)
  - Vainqueur : 2003, 2004

- Coupe de la République (2)
  - Vainqueur : 2009, 2012